# Hermann Kantorowicz
Pour les articles homonymes, voir Kantorowicz.
Hermann Kantorowicz (né le 18 novembre 1877 à Posen - décédé le 12 février 1940 à Cambridge) est un juriste allemand.
Professeur à l'Université de Kiel, il participe en 1930 au troisième cours universitaire de Davos, avec de nombreux autres intellectuels français et allemands. Il perd sa chaire et est obligé de fuir aux États-Unis après l'arrivée au pouvoir des nazis.
De 1937 jusqu'à sa mort, il est Assistant Director of Research in Law à Cambridge.

## Œuvres
- Aesthetik der Lyrik. Das Georgesche Gedicht (mit H. Goesch), 1902, unter dem Pseudonym Kuno Zwymann
- Goblers Karolinen-Kommentar und seine Nachfolger, 1904
- Der Kampf um die Rechtswissenschaft, (unter dem Pseudonym Gnaeus Flavius)1906
- Una festa bolognese per l’Epifania del 1289, 1906
- Schriftvergleichung und Urkundenfälschung, 1906
- Cino da Pistoja ed il primo trattato di medicina legale, 1906
- Probleme der Strafrechtsvergleichung, 1907
- Albertus Gandinus und das Strafrecht der Scholastik, Erster Band: Die Praxis, 1907
- Die Freiheit des Richters bei der Strafzumessung, 1908
- Zur Lehre vom richtigen Recht, 1909
- Über die Entstehung der Digestenvulgata, 1910
- Die contra-legem-Fabel, 1910
- Der Strafgesetzentwurf und die Wissenschaft, 1910/11
- Rechtswissenschaft und Soziologie, 1911
- Was ist uns Savigny?,1912
- Volksgeist und historische Rechtsschule, 1912
- Wider die Todesstrafe, 1912
- Max Conrat(Cohn)und die mediävistische Forschung, 1912
- Ausgabe von Max Conrats Schrift, Römisches Recht im frühesten Mittelalter, 1913
- Zu den Quellen des Schwabenspiegels, 1913
- Die Epochen Der Rechtswissenschaft, 1914
- Der Offiziershass im deutschen Heer, 1919
- Thomas Diplovatatius. De claris juris consultis. Bd. 1. (mit Fritz Schulz), 1919
- Der Umsturz in Pesaro 1516, 1919
- Deutschlands Interesse am Völkerbund, 1920
- Staatsbürgerkunde als Unterrichtsfach, 1920
- Die Zukunft des strafrechtlichen Unterrichts, 1920
- Einführung in die Textkritik, 1921
- Bismarcks Schatten,1921
- Hinter den Kulissen von Versailles, 1921
- Geschichte des Gandinustextes, 1. Teil, 1921
- Verteidigung des Völkersbundes. 1922
- Der italienische Strafgsetzentwurf und seine Lehre, 1922
- Notiz über Max Weber in Logos XI, 1922
- Das Principium Decretalium des Johannes de Deo, 1922
- Geschichte des Gandinustextes, 2. Teil, 1922
- Der Völkerbund im Jahre 1922
- Der Aufbau der Soziologie, in Erinnerungsgabe für Max Weber, 1923
- Die Idee des Völkerbundes, 1923
- Should Germany join the League of Nations? In Foreign Affairs, 1924
- Germany and the League of Nations, lecture to Fabian Society, 1924
- Leben und Schriften des Albertus Gandinus, 1924
- Studien zum altitalienischen Strafprozeß. I. Bologneser Strafprozeßordnung von 1288; II. Der Tractatus de tormentis, 1924
- Fechenbachurteil und Kriegsschuldfrage, 1925
- Studien zur Kriegsschuldfrage, 1925
- Pazifismus und Fascismus, 1925
- Savigny-Briefe, 1925
- Staatsauffassungen. Eine Skizze, 1925
- Il ‘Tractatus criminum’, per il cinquantenario della Rivista Penale, Citta di Castello, 1925
- Aus der Vorgeschichte der Freirechtslehre, 1925
- Albertus Gndinus und der Strafrecht der Scholastik, 2. Band, 1926
- Die Irrationalität der englischen Politik, 1926
- Der Landesverrat im deutschen Strafrecht, 1926/27
- The New Germanic Constitution in Theory and Practice, 1927
- Damasus, 1927
- Naber zum Brachylogus, 1927
- Ein vergessener Tatbestand: die Kriegshetze, 1927/28
- Die Wahrheit über Sarajevo, 1928
- Legal Science. A summary of its methodology, 1928
- Verfolgungseifer, 1928/29
- Die Sterilisierung von Minderwertigen in den Vereinigten Staaten, 1929
- Grundbegriffe der Literaturgeschichte, 1929
- Kritische Studien zur Quellen- und Literatur- geschichte des röm. Rechts im Mittelalter, 1929
- Accursio e la sua biblioteca, 1929
- Nochmals Sarajevo, 1929
- Der Geist der englischen Politik u. d. Gespenst der Einkreisung Deutschlands, 1929
- Eine Gesamtausgabe des Pillius in Vorbereitung, 1930
- English Politics through German eyes, 1930
- Praestantia Doctorum, Festschrift für Max Poppenheim, 1931
- The Spirit of British Policy and the Myth of the Encirclement of Germany, 1931
- Trauerrede auf Julius Landmann, 1932
- The Concept of the State, 1932
- Die Allegationen im späten Mittelalter, 1932
- Savignys Marburger Methodenlehre, 1933
- De ornatu Mulierum, 1933
- Tat und Schuld, 1933
- Current misunderstandings of Hitlerism, under pseudonym of Cassander, 1933
- Some Rationalism about Realism, 1934
- Baldus de Ubaldis and the subjective theory of guilt, 1934
- Rapport sur les Sources du Droit, 1934
- Dictatorships, with a bibliography by Alexander Elkin, 1935
- A medieval Grammarian on the sources of the law, 1936
- Savigny and the Historical School of Law, 1937
- Les origines françaises des Exceptiones Petri, 1937
- De Pugna. La letteratura longobardistica sul duello giudiziario, 1938
- Has Capitalism failed in Law?, 1835-1935, 1938
- De Pugna. La Letteratura Longobardistica sul Duello Giudiziario, 1938
- Les origines françaises des Exceptiones Petri, 1938
- The poetical sermon of a medieval jurist, 1938
- Studies in the Glossators of the Roman Law: w. W.W.Buckland, 1938
- The Quaestiones disputatae of the Glossators, 1939
- Bractonian Problems, 1941
- An English Theologian’s view of Roman Law, w. Beryl Smalley, edited by Nicolai Rubinstein, 1941
- A Greek Justinian Constitution, quoted in the Dissensiones Dominorum, 1945
- The Definition of Law, mit einer Einführung von Arthur Goodhart, 1958. Das Buch wurde in mehrere Sprachen übersetzt. Italienisch, La definicione del Diritto, übersetzt von Enrico di Robilant, 1962; Deutsch, Der Begriff des Rechts, übersetzt von Werner Goldschmidt and Gerd Kastendieck, 1963; Spanisch, La Definícón del Derecho, übersetzt von J.M. de la Vego, 1964
- Gutachten zur Kriegsschuldfrage 1914, mit einer Einführung von Imanuel Geiss, 1967
- Diplovatatius 2. Band, herausgegeben von Giuseppe Rabotti, 1968